# フェラーリ・550マラネロ
550マラネロ（550 maranello ）は、イタリアの自動車メーカーのフェラーリが製造したV12エンジンFR二人乗りクーペタイプのグランツーリスモである。

## 概要
F512Mの後継となるフラグシップモデルとして、1996年にニュルブルクリンクで発表。365GT4BBから23年間続いてきたリアミッドシップレイアウトを捨て、365GTB/4以来のFRレイアウトに回帰した。
メカニズム面では鋼管スペースフレームにアルミボディを採用し、456GTにも搭載された5.5Lエンジンをチューニングした65°V型12気筒DOHC48バルブを搭載。エンジンはドライサンプ化し2段階可変バリアブルジオメトリー・インテークと可変制圧エキゾーストなど新しい技術やアルミ構造ピストンとチタンコンロッドはF1マシンやF50などから譲り受けた。コンピューター系だけではなくパワーも上回り、F40を超える320km/hのスピード、またフィオラノサーキットでは、F512Mを上回るタイムを記録した。デザインはピニンファリーナによるもので、275GTBを髣髴とさせるデザインである。2000年には限定オープンモデルのバルケッタが追加された。
2002年3月にビッグマイナーチェンジ版の575Mマラネロが発表され、後継車種となった。

## モータースポーツへの参戦

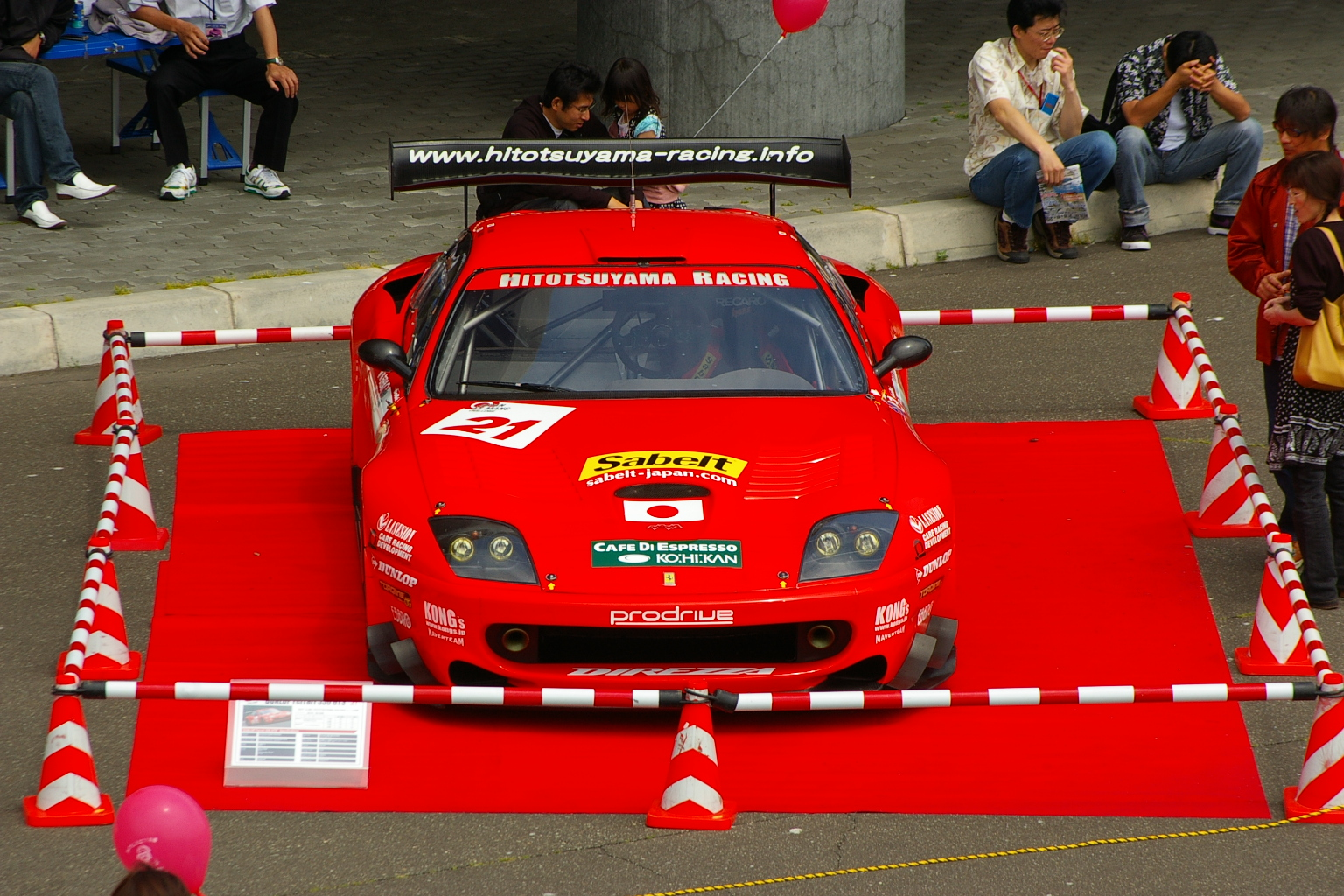
JLMC仕様車

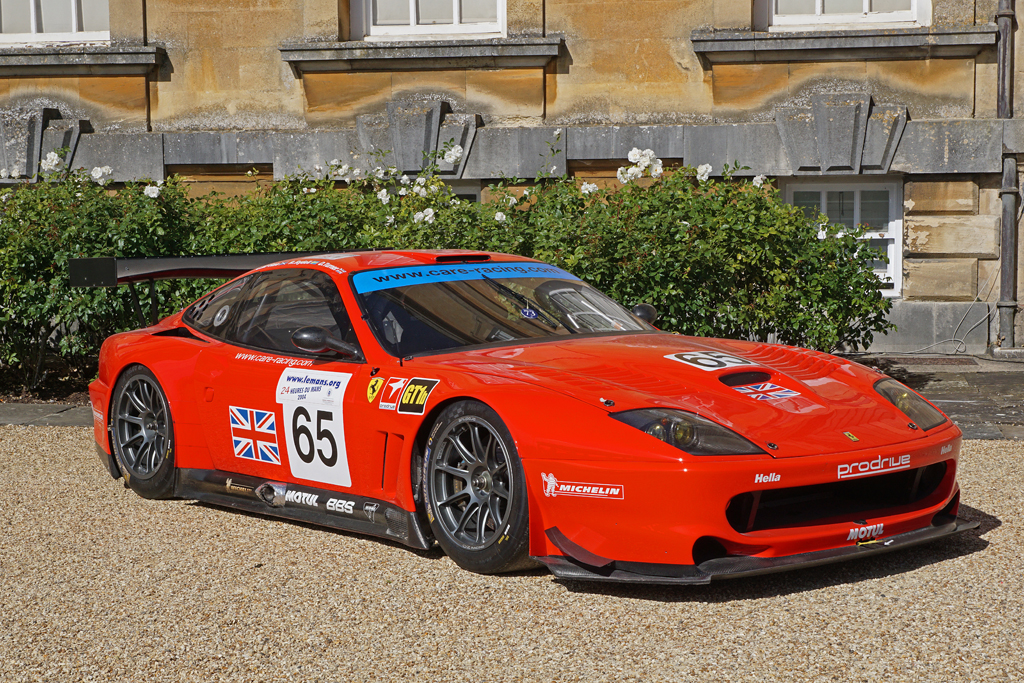
Prodrive製競技車

2001年からはプロドライブがチューニングを手がけたマシンがFIA GT選手権へ参戦を開始。2003年・2004年にはプロドライブ製のマシンを走らせるスクーデリア・イタリアがFIA GT選手権のシリーズチャンピオンを獲得。ル・マン・シリーズでも2004年・2005年にGTS(GT1)クラスを制している。さらに2003年のル・マン24時間レースではプロドライブ自身が走らせたマシンがLM-GTSクラスのクラス優勝を飾った。